# Jovan Zekavica
Jovan Zekavica (* 20. Januar 1991) ist ein serbischer Cyclocross- und Straßenradrennfahrer.
Jovan Zekavica wurde 2006 serbischer Meister im Einzelzeitfahren der Jugendklasse. Bei den Balkan Championships 2007 wurde er in dieser Klasse jeweils Zweiter im Zeitfahren und im Straßenrennen. Bei den Junioren gewann er 2008 die Bronzemedaille bei den Balkan Championships im Straßenrennen. Im nächsten Jahr wurde er serbischer Meister im Cyclocross der Juniorenklasse und er wiederholte seinen dritten Platz bei den Balkan Championships. Seit 2010 fährt Zekavica für das serbische Continental Team Partizan Srbija.

## Erfolge – Cyclocross
2008/2009
- Serbischer Meister (Junioren)

## Teams
- 2006 Borac Cini Čačak
- 2007 Borac Čačak
- 2008 Borac Čačak
- 2009 Borac Čačak
- 2010 Partizan Srbija
- 2011 Partizan Powermove
- 2012 BMC-Hincapie Sportswear Development Team
- 2013 Borac-Čačak